# قصبه جیا
قصبه جیا (به اویغوری: جىيا يېزىسى)(به چینی: 吉亚乡، به پین‌یین: Jíyà Xiāng) یک قصبه در چین است که در ختن (شهر در سطح شهرستان)، ولایت ختن، منطقه سین‌کیانگ واقع شده‌است. شهرک جیا ۱۷۱٫۸ کیلومتر مربع مساحت و ۲۸٬۴۷۰ نفر جمعیت دارد.